# Atum General–Tavira–Maria Nova Hotel
A AP Hotels & Resorts-Tavira-SC Farense (código UCI: ATF) é uma equipa de ciclismo portuguesa de categoria Continental.
Tem as suas origens no Clube de Ciclismo de Tavira, uma equipa amadora fundada 31 de agosto de 1979 na cidade de Tavira e, segundo a imprensa, tem a equipa de ciclismo profissional mais antiga do mundo, em actividade ininterrupta.
Competindo na segunda e terceira divisão no antigo regime de classificação da UCI, passou a ser continental ao instaurarem-se os Circuitos Continentais e seus maiores resultados foram conseguidos entre os anos 2007 e 2010, sobretudo devido aos triunfos do espanhol David Blanco que conquistou 3 Voltas a Portugal (2008 a 2010), a Volta ao Alentejo (2010) e o G. P. Paredes Rota dos Móveis (2007) que também conquistou Cândido Barbosa em (2009). Além disso o argentino Martín Garrido venceu o Tour de San Luis (2008).
Em 2008, o ciclista galego David Blanco, ao serviço da equipa Palmeiras Resort Tavira, vence a 70ª Volta a Portugal em Bicicleta dando, assim, a primeira vitória ao clube de Tavira (sua segunda pessoal).
Em 2009, foi atribuído o título de vencedor da Volta a Portugal, ao ciclista David Blanco devido à desclassificação do inicial vencedor da prova, por ter acusado doping no final da prova.
Novamente em 2010, David Blanco volta a vencer a volta ao serviço da equipa (na altura designada de Palmeiras Resort - Prio - Tavira). No ano seguinte, é a vez de Ricardo Mestre de ganhar a Volta; deste modo, a equipa de Tavira alcança a sua 4ª vitória consecutiva.
Para a temporada 2011 a equipa sofreu um duro revés quando o seu principal patrocinador (Palmeiras Resort) abandonou o projecto, reduzindo substancialmente o orçamento da equipa. Face a isto, vários atletas, entre eles dois das suas principais figuras, David Blanco e Cândido Barbosa deixaram a equipa.
Entre 2016 e 2019 teve a designação Sporting Clube de Portugal/Tavira devido ao protocolo de patrocínio com o Sporting Clube de Portugal.

## Material ciclista
A equipa utiliza bicicletas KTM, anteriormente utilizou bicicletas Jorbi. bicicletas Bianchi (2005-2009), Gios (2002-2004), Etiel (2000-2001).

## Classificações UCI
Entre 1999 e 2004 a UCI estabelecia uma classificação por equipas divididos em categorias (primeira, segunda e terceira). A classificação da equipa e de seu ciclista mais destacado foi a seguinte:
| Ano  | Categoria | Classificação por equipas | Melhor corredor  | Posição |
| 1999 | Terceira  | 7º                        | Domingo Sánchez  | 835º    |
| 2000 | Terceira  | 16º                       | José Alves Sousa | 854º    |
| 2001 | Terceira  | 16º                       | Fran Pérez       | 862º    |
| 2002 | Segunda   | 23º                       | Fran Pérez       | 391º    |
| 2003 | Segunda   | 21º                       | David Blanco     | 309º    |
| 2004 | Terceira  | 7º                        | Joaquim Andrade  | 327º    |

A partir da temporada 2005 a UCI instaurou os Circuitos Continentais da UCI. A equipa vem participando desde a primeira edição principalmente nas corridas de UCI Europe Tour, mas também têm participado em outros circuitos continentais. As classificações de equipa e de seu ciclista mais destacado foram as que seguem:

### UCI Europe Tour
| Temporada | Classificação por equipas | Melhor corredor   | Posição |
| 2005      | 54º                       | Martín Garrido    | 92º     |
| 2005-2006 | 51º                       | Ricardo Mestre    | 157º    |
| 2006-2007 | 52º                       | Martín Garrido    | 43º     |
| 2007-2008 | 38º                       | David Blanco      | 27º     |
| 2008-2009 | 26º                       | Cândido Barbosa   | 44º     |
| 2009-2010 | 25º                       | David Blanco      | 32º     |
| 2010-2011 | 32º                       | Ricardo Mestre    | 44º     |
| 2011-2012 | 64º                       | Alejandro Marque  | 176º    |
| 2012-2013 | 103º                      | Henrique Casimiro | 584º    |

### UCI America Tour
| Temporada | Classificação por equipas | Melhor corredor   | Posição |
| 2006-2007 | 30º                       | Krassimir Vasilev | 226º    |
| 2007-2008 | 19º                       | Martín Garrido    | 23º     |
| 2008-2009 | 32º                       | Martín Garrido    | 301º    |

### UCI Oceania Tour
| Temporada | Classificação por equipas | Melhor corredor | Posição |
| 2009-2010 | 15º                       | Andre Cardoso   | 30º     |

## Palmarés
Para anos anteriores ver Palmarés de Banco BIC-Carmim

### Palmarés 2014

#### Circuitos Continentais UCI
| Data        | Circuito                  | Corrida                        | Vencedor       |
| 28 de março | UCI Europe Tour 2013-2014 | 3.ª etapa da Volta ao Alentejo | Manuel Cardoso |
| 4 de abril  | UCI Africa Tour 2013-2014 | 1.ª etapa de Tour de Marrocos  | Manuel Cardoso |
| 5 de abril  | UCI Africa Tour 2013-2014 | 2.ª etapa de Tour de Marrocos  | Daniel Mestre  |
| 10 de abril | UCI Africa Tour 2013-2014 | 7.ª etapa de Tour de Marrocos  | Manuel Cardoso |
| 11 de abril | UCI Africa Tour 2013-2014 | 8.ª etapa de Tour de Marrocos  | Manuel Cardoso |
| 12 de abril | UCI Africa Tour 2013-2014 | 9.ª etapa de Tour de Marrocos  | Manuel Cardoso |

## Plantel
Para anos anteriores ver:Elencos de Banco BIC-Carmim

### Elencos 2014
| Nombre            | Nascimento              | Nacionalidade | Equipa 2013                 |
| Dario Antonio     | 22 de outubro de 1992   | Angola        | Neoprofesional              |
| Amaro Antunes     | 27 de novembro de 1990  | Portugal      | Ceramica Flaminia-Fondriest |
| Manuel Cardoso    | 7 de abril de 1983      | Portugal      | Caja Rural-Seguros RGA      |
| Henrique Casimiro | 22 de abril de 1986     | Portugal      | Banco BIC-Carmim            |
| José Tuto Cruz    | 13 de março de 1986     | Angola        | Neoprofesional              |
| Zeferino Epalanga | 20 de junho de 1993     | Angola        | Neoprofesional              |
| David Livramento  | 18 de dezembro de 1983  | Portugal      | Banco BIC-Carmim            |
| Daniel Mestre     | 1 de abril de 1986      | Portugal      | Banco BIC-Carmim            |
| Diogo Nunes       | 3 de abril de 1989      | Portugal      | Banco BIC-Carmim            |
| João Pereira      | 14 de junho de 1989     | Portugal      | Banco BIC-Carmim            |
| Valter Pereira    | 22 de fevereiro de 1990 | Portugal      | Banco BIC-Carmim            |
| Rafael Reis       | 15 de julho de 1992     | Portugal      | Ceramica Flaminia-Fondriest |
| João Rodrigues    | 15 de novembro de 1994  | Portugal      | Banco BIC-Carmim            |
| Bruno Sancho      | 13 de dezembro de 1985  | Portugal      | Banco BIC-Carmim            |
| Igor Silva        | 22 de outubro de 1984   | Angola        | Banco BIC-Carmim            |

## Palmarés
1996
Vitória etapa 2 Circuito Montañés, Domingo Sánchez
1999
Vitória Geral Troféu Joaquim Agostinho, Juan Carlos Guillamón
Vitória etapa 1, Juan Carlos Guillamón
Vitória etapa 1 GP do Minho, Krassimir Vassiliev
2000
Vitória etapa 1 GP Mitsubishi, Krassimir Vassiliev
Vitória etapa 1 GP CCRLVT, Domingo Sánchez
2001
Vitória etapa 5 Volta a Portugal, Pedro Martins
2002
Vitória etapa 3 GP do Minho, Danail Petrov
Vitória etapa 10 Volta a Portugal, Danail Petrov
2003
Vitória etapa 3 Volta à Normandia, Krassimir Vassiliev
Vitória  Portugal Campeonato Contra-Relógio, Joaquim Andrade
Vitória etapa 3 GP CTT Correios de Portugal, David Blanco
2004
Vitória etapa 4 GP Estremadura, Joaquim Andrade
Vitória etapa 4 Volta ao Alentejo, Krassimir Vassiliev
Vitória etapa 4 Volta de Bulgaria, Nelson Vitorino
2005
Vitória prologo Volta à Normandia, Martin Garrido
Vitória etapa 5 Volta à Normandia, Juan Olmo
Vitória etapas 2, 3, 6 e 7 Volta à Bulgária, Martin Garrido
2006
Vitória etapa 3 Volta a Portugal, Martin Garrido
Vitória etapa 6 Volta a Portugal, Ricardo Mestre
Vitória etapa 9 Volta a Portugal, Krassimir Vassiliev
Vitória etapa 3 Volta à Bulgária, Krassimir Vassiliev
Vitória etapa 6 Volta à Bulgária, Martin Garrido
2007
Vitória etapa 3 Volta ao Distrito de Santarém, Martin Garrido
Vitória à Geral GP Paredes Rota dos Moveis, David Blanco
Vitória etapa 3, David Blanco
Vitória prologo Volta a Portugal, Martin Garrido
2008
Vitória à Geral Volta de San Luis, Martín Garrido
Vitória prologo e etapa 3, Martín Garrido
Vitória etapa 4 GP Paredes Rota dos Moveis, Ricardo Mestre
Vitória etapa 3 Boucles de la Mayenne, Martín Garrido
Vitória à Geral Volta a Portugal, David Blanco
2009
Vitória etapas 4 e 5 Volta ao Alentejo, Cândido Barbosa
Vitória à Geral GP Paredes Rota dos Moveis, Cândido Barbosa
Vitória etapas 2 e 3, Cândido Barbosa
Vitória à Geral Volta a Portugal, David Blanco
Vitória prologo e etapa 2, Cândido Barbosa
Vitória Etapas 9 e 10, David Blanco
2010
Vitória Volta ao Alentejo, David Blanco
Vitória etapa 1, Cândido Barbosa
Vitória etapa 3, David Blanco
Vitória à Geral GP Torres Vedras, Cândido Barbosa
Vitória prologo e etapas 2 e 4, Cândido Barbosa
Vitória à Geral Volta a Portugal, David Blanco
Vitória etapas 4 e 7, David Blanco
Vitória etapa 10, Cândido Barbosa
Vitória etapa 6 Volta à Bulgária, Ricardo Mestre
2011
Vitória à Geral GP Torres Vedras, Ricardo Mestre
Vitória etapa 1, Ricardo Mestre
Vitória à Geral Volta a Portugal, Ricardo Mestre
Vitória etapa 7, Ricardo Mestre
Vitória etapa 8, André Cardoso
2012
Vitória etapa 1 Vuelta a Asturias, Alejandro Marque
Vitória à Geral Troféu Joaquim Agostinho, Ricardo Mestre
Vitória etapa 3, Ricardo Mestre
Vitória etapa 9  Volta a Portugal, Alejandro Marque
2014
Vitória etapa 3 Volta ao Alentejo, Manuel António Cardoso
Vitória etapas 1, 7, 8 e 9 Tour du Maroc, Manuel António Cardoso
Vitória etapa 2 Tour du Maroc, Daniel Mestre
Vitória  Portugal Campeonato Nacional Contrarrelógio sub 23, Rafael Reis
Vitória etapa 10 Volta a Portugal, Manuel Cardoso
2015
Vitória etapa 3 Volta ao Alentejo, Manuel António Cardoso